# Эрфтштадт
Э́рфтштадт (нем. Erftstadt [ˈɛɐ̯ftˌʃtat]) — город в Германии, в земле Северный Рейн-Вестфалия.
Подчинён административному округу Кёльн. Входит в состав района Рейн-Эрфт. Население составляет 50 714 человек (на 2009 года). Занимает площадь 119,88 км². Официальный код — 05 3 62 020.
Город подразделяется на 18 городских районов.
Через Эрфтштадт протекает река Эрфт, от которой он и получил своё название.
В Эрфтштадте расположена компания Erich Krause Deutschland GmbH по производству канцелярских товаров.
- Эрфтштадт
- Эрфтштадт